# Gabriel Donizette de Santana
Gabriel Donizette de Santana (sinh ngày 8 tháng 9 năm 1987) là một cầu thủ bóng đá người Brasil.

## Sự nghiệp câu lạc bộ
Gabriel Donizette de Santana đã từng chơi cho Vissel Kobe.

## Thống kê câu lạc bộ

### J.League
| Đội         | Năm       | J.League | J.League | J.League Cup | J.League Cup | Tổng cộng | Tổng cộng |
| Đội         | Năm       | Trận     | Bàn      | Trận         | Bàn          | Trận      | Bàn       |
| ----------- | --------- | -------- | -------- | ------------ | ------------ | --------- | --------- |
| Vissel Kobe | 2006      | 9        | 1        | -            | -            | 9         | 1         |
| Vissel Kobe | 2007      | 7        | 1        | 3            | 1            | 10        | 2         |
| Tổng cộng   | Tổng cộng | 16       | 2        | 3            | 1            | 19        | 3         |